# El arte de viajar
El arte de viajar (título original: The Art of Travel) es una película estadounidense de drama de 2008, dirigida por Thomas Whelan, que a su vez la escribió junto a Brian LaBelle, musicalizada por Steve Bartek, en la fotografía estuvo Lawson Deming y los protagonistas son Christopher Masterson, Brooke Burns y Johnny Messner, entre otros. El filme fue producido por Brenster Productions y The Summerland Story Company; se estrenó el 8 de enero de 2008.

## Sinopsis
Conner Layne está por contraer matrimonio con su primera novia, pero las cosas salen mal, entonces, decide irse solo a América Central, con el objetivo de experimentar aventuras.